# Фріц Мельбі
Фріц Зігфрід Георг Мельбі (дан. Fritz Sigfred Georg Melbye; 24 серпня 1826, Гельсінгер — 14 грудня 1869, Шанхай) — данський художник-мариніст, брат мариністів Антона та Вільгельма Мельбі. На відміну від братів, у своїх подорожах не обмежувався Європою та побував в Америці та в Азії. Найбільш відомий як перший вчитель Каміля Піссарро.

## Біографія
Уродженець Ельсінора (за іншими даними, народився у норвезькому Драммені). Схильність до живопису захопила його так само, як обох старших братів. Антон Мельбі був його першим учителем. Вже в 1849 році молодий Фріц вирушив на острів Сент-Томас, одну з трьох невеликих датських колоній у Карибському морі, які іменувалися Данською Вест-Індією. Там він познайомився з ще молодим Камілем Пісарро, в майбутньому — одним із ключових імпресіоністів. Саме Мельбі надихнув Піссарро всерйоз займатися живописом. Піссарро став його учнем, а невдовзі й близьким другом.
У квітні 1852 року Мельбі перебував на острові Санта-Крус, готуючись до поїздки до Венесуели. Піссарро вирішив приєднатися до нього, після чого вони провели разом два роки у Венесуельській столиці — Каракасі та портовому місті Ла-Гуайра, перш ніж Піссарро повернувся до себе на Сент-Томас. Мельбі залишався у Венесуелі до 1856 року, а потім ненадовго повернувся до Європи. Проживши деякий час у Парижі, він попрямував до Північної Америки, де відкрив свою студію у Нью-Йорку.
У цей період Мельбі продовжив багато подорожувати, в основному островами Карибського моря, але також і на північ, Ньюфаундлендом. Близьким другом Фріца Мельбі в Нью-Йорку та частим попутником у карибських подорожах був знаменитий американський пейзажист Фредерік Едвін Черч.
У 1866 році Мельбі вирушив у подорож на Далекий Схід у пошуках нових пригод, залишивши свою нью-йоркську майстерню під опікою Чорча. В Азії він використовував Пекін як базу для подальших подорожей регіоном, які привели його в Японію і в багато місць Китаю. Мельбі помер у Шанхаї через три роки.

## Творчість
Фріц Мельбі розпочинав свій шлях художника зі створення марин (морських пейзажів) у сімейній традиції, якої навчив його брат. Пізніше він дедалі частіше звертався до міських та прибережних пейзажів. Мельбі віддавав перевагу реалістичному стилю, нерідко з романтичним відтінком. Зв'язки з батьківщиною художник не втрачав: свої картини він регулярно (1849—1858) посилав на щорічні виставки у палаці Шарлоттенборг у Копенгагені.
З трьох братів Мельбі Фріц був наймолодшим, здобув найменшу художню освіту, і прожив найбільш насичене і авантюрне життя, в географії своїх переміщень значно вийшовши за звичайні рамки свого часу.